# Humboldthavslöpare
Humboldthavslöpare (Oceanites gracilis) är en fågel i familjen havlöpare som förekommer i Sydamerika.

## Utseende och läte
Humboldthavslöpare är en liten (15–16 cm), mestadels svartaktig stormsvala med långa ben, tvärt avskuren stjärt och vitt på övre stjärttäckarna och i ett band centralt på buken. Lätet har inte dokumenterats.

## Levnadssätt
Trots att arten ses ofta är mycket litet känt om dess levnadssätt. Den ses födosöka över kallt vatten, ofta ovanligt nära land. Födan består troligen mest av fisk, inklusive rester från fångst av sjölejon, men även planktonstora kräftdjur.

## Utbredning och systematik
Humboldthavslöpare delas in i två underarter med följande utbredning:
- Oceanites gracilis galapagoensis – förekommer kring Galápagosöarna
- Oceanites gracilis gracilis – förekommer från Ecuadors till Chiles kust

Den enda säkra häckningslokalen för nominatformen är ön Isla Chungungo i Chile. En mumifierad unge har hittats inåt landet i Atacamaöknen där även fler rester av tidigare häckningar hittats, dock inga levande fåglar. Fågeln häckar även högst sannolikt i Peru där den är vanlig, till exempel kring öar och skär utanför Callao, men inga häckningsfynd har ännu gjorts. I Galápagosöarna har inte heller någon häckning konstaterats, trots att den ofta ses födosöka året runt i dess vatten.

## Status
IUCN har inte gett arten någon hotstatus eftersom det råder kunskapsbrist kring populationens storlek och utvecklingstrend.

## Namn
Tidigare var artens officiella svenska trivialnamn humboldtstormsvala, men 2024 valde Birdlife Sveriges taxonomikommitté att justera namnet från stormsvala till havslöpare för att betona att de ej är närbesläktade med stormsvalorna i Hydrobatidae. Likaså har familjenamnet för Oceanitidae ändrats från sydstormsvalor till just havslöpare. Arten har på svenska även kallats elliotstormsvala, hedrande Daniel Giraud Elliot som beskrev arten 1859.